# Вареник Василь Степанович
Васи́ль Степа́нович Варе́ник (1816—1893) — генерал-майор Кубанського козацького війська (ККВ), письменник, громадський діяч. 

## Життєпис
Народився в сім'ї осавула Кубанського війська С.Вареника, здобув домашню освіту. Службу у війську почав 1837: спершу у кавалерійському та кінно-артилерійському полках, був особистим ад'ютантом отамана Війська Донського, під час Кримської війни 1853—1856, — чиновник з особливих доручень, поліцмейстер Єкатеринодара (нині м. Краснодар в РФ). 1887 за 50-річну службу присвоєно чин полковника. За його ініціативи встановлено пам'ятник на могилі козацького полковника Л.Тиховського і його бойових товаришів, упорядковано і взято на збереження старовинні козацькі поховання на території першого Військового православного собору.
Автор гумористичних оповідань, з яких збереглися «Мова про фузею» (1842) і «Великодня п'ятниця» (1848). Зберігся в рукописі також художній твір «Досужие минуты казака Вареника». Цікавий історичний  матеріал містить сімейна хроніка «Было да быльем поросло, а горько вспоминать» (1883), у якій ідеться про події раннього періоду життя на Кубані (1810-ті рр.). Історичний інтерес також становлять численні промови, з якими виступав на різних урочистостях і святах, звіти про які друкувалися в «Кубанских областных ведомостях». Певне історико-етнографічне значення зберігають і вірші, які, як правило, писалися з приводу історичних подій у житті краю та війська.